# Eaton (Rushton)
Eaton – wieś i były civil parish w Anglii, w hrabstwie ceremonialnym Cheshire, w dystrykcie (unitary authority) Cheshire West and Chester, w civil parish Rushton/Utkinton/Tarporley. W 1901 roku civil parish liczyła 394 mieszkańców.